# Pierre Louis Joseph Servais van Gobbelschroy
Pierre Louis Joseph Servais van Gobbelschroy (Leuven, 10 mei 1784 - Sint-Lambrechts-Woluwe, 3 oktober 1850) was een conservatief politicus uit het Verenigd Koninkrijk der Nederlanden.

## Levensloop
Van Gobbelschroy was de zoon van staatsraad en hoogleraar rechten in Leuven Michel van Gobbelschroy (1745-1825). Na les gevolgd te hebben bij zijn vader, behaalde hij zijn diploma in de rechten in 1807. Er wordt in biografische beschrijvingen vermeld dat hij zijn diploma in Leuven behaalde, maar deze universiteit sloot in 1797 haar deuren. Vermoedelijk studeerde hij af aan de in 1806 in Brussel gestichte École de Droit van de Université Impériale, in die tijd de enige instelling in de Zuidelijke Nederlanden met studies in de rechten. Hij begon vervolgens aan een ambtelijke loopbaan:
- advocaat-auditeur 1ste klasse staatsraad in 1810
- onderprefect van Gent in 1812
- onderprefect van Deventer, in 1813
- adjunct-secretaris op de secretarie voor Binnenlandse Zaken en Justitie, geallieerd bestuur in Brussel, vanaf november 1813
- secretaris-generaal van het voorlopig bewind in de Zuidelijke Nederlanden, van augustus 1814 tot september 1815
- secretaris van baron Van der Capellen, luitenant in de Zuidelijke Nederlanden, van april 1815 tot 1816
- referendaris eerste klasse bij de Staatssecretarie in Brussel, vanaf 10 januari 1816
- secretaris in het Kabinet van de Koning in Brussel, vanaf 1816
- minister van Binnenlandse Zaken, van 19 juni 1825 tot 1 januari 1830
- minister van Waterstaat, Nationale Nijverheid en Koloniën, van 1 januari 1830 tot 4 oktober 1830

Van 1823 tot 1830 was hij ook directeur (equivalent van bestuurder) van de Generale Maatschappij.
Van Gobbelschroy was een trouwe medewerker van Willem I. Vooral in de kwesties van de katholieke godsdienst in de Zuidelijke Nederlanden nam hij een gematigd standpunt in. Hij was een van de voorname bewerkstelligers van het Concordaat van 1828.
Tijdens de Belgische Revolutie schaarde Van Gobbelschroy zich in oktober 1830 rond de prins van Oranje in diens kortstondige regering in Antwerpen, maar toen hij bemerkte dat sommige van zijn collega's, zoals Charles de Brouckère en Charles Le Hon, de prins aanzetten om zich aan het hoofd van de revolutie te plaatsen, haakte hij af, uit loyaliteit tegenover Willem I.

## Na 1830
Na 1830 oefende Van Gobbelschroy geen ambt meer uit. Hij bleef echter een spilfiguur in het orangistische verzet. Hij organiseerde netwerken van informanten, agenten en koeriers, eerst vanuit Parijs en later vanuit zijn landgoed in Sint-Lambrechts-Woluwe.
Zijn aandeelhouderschap in een aantal vennootschappen maakte dat hij nog actief bij sommige betrokken was. Van Gobbelschroy was onder meer:
- beheerder van de Société de Luxembourg (1828)
- aandeelhouder bij de Société de Plomb de Longwély (1828)
- beheerder van de Société de Couvin (1839)
- beheerder van de Société de la Grande Montagne (1846)

In 1839 publiceerde hij anoniem een tekst, waarin bleek dat hij een onvoorwaardelijk orangist was gebleven, die hoopte op een hereniging met Nederland.
Van Gobbelschroy onderhield veel contacten met acteurs en actrices van de Brusselse opera, hetgeen tot de nodige roddels leidde. Jarenlang had hij een verhouding met de Franse ballerina Marie Lesueur. 
Hij leefde een luxueus leven waar een einde aan kwam toen hij verkeerde investeringen had gedaan in kaarsenfabrieken.
In 1838 leende hij 63.000 gulden van koning Willem I. Tien jaar later ontving hij van diens zoon koning Willem II een bedrag van 25.000 gulden. Toen Willem II in 1848 stierf, kon Van Gobbelschroy het geld niet aan de erfgenamen terugbetalen, omdat hij in hetzelfde jaar een flink deel van zijn vermogen op de beurs in Frankrijk verloren had. Op 3 oktober 1850 pleegde hij daarop zelfmoord.

## Château Malou
Zijn landgoed werd aangekocht door de Belgische minister Jules Malou en staat sindsdien bekend als Château Malou. Het werd in 1950 aangekocht door de gemeente Sint-Lambrechts-Woluwe, is beschermd als monument, net als het 8 ha omringende park en behoort tot de culturele infrastructuur van de gemeente.

## Archief
In het Algemeen Rijksarchief in Brussel wordt archief van Van Gobbelschroy bewaard.